# Karl von Orff

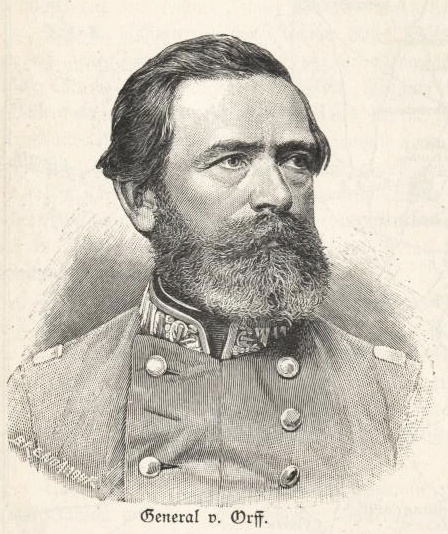
General Karl von Orff

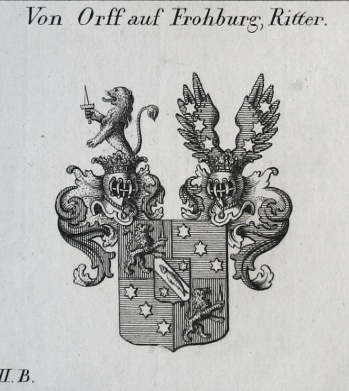
Wappen der bayerischen Adelsfamilie Orff auf Frohburg

General Karl von Orff, Foto um 1880

Karl Ritter von Orff auf Frohburg (* 10. Dezember 1817 in Alzey; † 31. Januar 1895 in Würzburg) war ein bayerischer General der Infanterie.

## Leben

### Herkunft
Am 1. Oktober 1790 erhob Kurfürst Karl Theodor den aus Nördlingen gebürtigen Arzt, Professor der Anatomie und späteren Leiter der Münchner Hebammenschule, Gottfried Karl Orff (1755–1837), in den Adelsstand. Nach seiner Villa „Frohburg“ in der Königinstraße erhielt er das Adelsprädikat „Edler von Orff auf Frohburg“. 1810 wurde der Adelstitel nochmals bestätigt. Da Gottfried Karl von Orff keine Nachkommen hatte, adoptierte er den bayerischen Leutnant Karl Frohburger (1797–1878), auf den der Adelstitel überging, unter welchem er sich am 13. Februar 1817 in die Bayerischen Adelsmatrikel eintragen ließ. Dieser Adoptivsohn war der Vater des Generals von Orff.
Karl war der Sohn des bayerischen Armee-Oberleutnants à la suite und Registrators bei der bayerischen General-Zolladministration, Karl von Orff (vormals Karl Frohburger) und dessen Ehefrau Philippine, geborene Perpente. In Alzey, kurz vor der Staatsgrenze zur Rheinpfalz, befand sich damals eine bayerische Zollanmeldestelle, wo der Vater wohnte und amtierte.

### Militärkarriere
1828 trat Orff in das Kadettenkorps in München ein. Am 19. August 1837 wurde er Unterleutnant im 6. Infanterie-Regiment der Bayerischen Armee, von wo er noch im gleichen Jahr zum Infanterie-Leib-Regiment wechselte. 1847 ernannte man Orff zum Bataillonsadjutanten, 1848 avancierte er zum Oberleutnant und Brigadeadjutanten. 1850 erhielt er die Beförderung zum Hauptmann und kam als solcher 1855 in den Generalquartiermeisterstab. Nachdem er 1859 als Major im (damaligen) 2. Jägerbataillon wieder in den Truppendienst getreten war, kehrte er bei Ausbruch des Deutschen Krieges 1866 als Oberstleutnant in den Generalquartiermeisterstab zurück und wurde als Generalstabschef der 3. Infanterie-Division eingesetzt.
Nach Kriegsende wurde Orff 1867 als Oberst Direktor über die neu einzurichtende Bayerische Kriegsakademie. 1868 arbeitete er die Waffenübungsvorschriften der Bayerischen Infanterie aus und 1869 berief man ihn zum Vorstand einer Kommission zur Umarbeitung der Bayerischen Heeresdienstvorschriften. Am 1. Februar 1870 ernannte man Orff zum Generalmajor und Kommandeur der 2. Infanteriebrigade. An der Spitze dieser Einheit machte er den Deutsch-Französischen Krieg 1870/71 mit. Für seine Verdienste in der Schlacht bei Wörth erhielt Orff das Ritterkreuz des Militär-Max-Joseph-Ordens. Im weiteren Verlauf des Krieges war Orffs Brigade besonders in den Schlachten von Sedan (Bazailles) und Coulmiers involviert, auch bei den Kämpfen um Orleans (Schlacht bei Loigny) hatte sie hervorragenden Anteil. 1873 übernahm er die Führung der 1. Division, ab 1874 befehligte er das II. Armeekorps in Würzburg, dessen Kommandierender General er 1875 wurde. 1880 zum General der Infanterie befördert, ging er im April 1890 in Pension und wurde zur Disposition gestellt. Anlässlich seiner Verabschiedung würdigte Prinzregent Luitpold ihn durch die Verleihung des Großkreuzes des Verdienstordens der Bayerischen Krone.

### Familie
Orff war verheiratet mit Franziska (Fanny) von Schelling, Enkelin des Schriftstellers Friedrich Wilhelm Gotter und Cousine des preußischen Justizministers Hermann von Schelling. Ihre Tochter Karoline Johanna von Orff (1855–1912) heiratete 1879 Otto Kreß von Kressenstein, den späteren Generaloberst und bayerischen Kriegsminister.
Mit dem Generalmajor Carl Maximilian von Orff (1828–1905), dem Großvater des Komponisten Carl Orff, besteht wegen der Adoption keine Verwandtschaft. Allerdings war Gottfried Karl von Orff, der Adoptivvater von Karl Frohburger/von Orff mit ihm verwandt: Gemeinsamer Vorfahre ist Johann Caspar Orff († 1772), der Großvater von Gottfried Karl von Orff und Ur-Ur-Großvater von Carl Maximilian von Orff.

### Ehrungen
Seit der Gründung des 17. Infanterie-Regiments in Germersheim im Jahre 1878 war Orff der Inhaber und das Regiment behielt den Namen auch nach seinem Tode, bis zur Auflösung der Einheit 1919.
Das in den Jahren 1878/82 erbaute Fort V der Festung Ingolstadt trug ebenfalls den Namen des Generals.